# Opsiphanes augeias
Opsiphanes augeias är en fjärilsart som beskrevs av Hans Fruhstorfer 1912. Opsiphanes augeias ingår i släktet Opsiphanes och familjen praktfjärilar. Inga underarter finns listade i Catalogue of Life.